# The Ranger and the Girl
The Ranger and the Girl è un cortometraggio muto del 1910 prodotto dalla Lubin. Il nome del regista non viene riportato nei credit del film.

## Trama
Il capitano Carver appartiene al corpo dei ranger, la polizia texana che ha raggiunto i vertici di notorietà delle guardie a cavallo del nord-ovest, le famose Giubbe rosse. Esmeralda è la figlia di un contrabbandiere che si guadagna la vita trafficando sul Rio Grande. La ragazza, che ha perso la sua sciarpa, la ritrova tra le mani del ranger che resta affascinato da lei. Dopo averla accompagnata a casa, il ranger nota qualcosa che lo insospettisce e ritorna sul luogo per indagare. Ma i contrabbandieri lo catturano e lo portano via per ucciderlo da un'altra parte. Esmeralda, allora, va a chiedere aiuto ai ranger. I contrabbandieri minacciano di uccidere Carver se i poliziotti li attaccheranno. La ragazza mette fuori gioco suo padre e uno dei contrabbandieri salvando l'amato, però aiuta i due a fuggire dai ranger e si offre come ostaggio a Carver che accetta molto volentieri la sua proposta.

## Produzione
Il film fu prodotto dalla Lubin Manufacturing Company.

## Distribuzione
Distribuito dalla Lubin Manufacturing Company, il film - un cortometraggio in una bobina - venne distribuito nelle sale statunitensi il 28 febbraio 1910.